# Quận Edgar, Illinois
Quận Edgar là một quận thuộc tiểu bang Illinois, Hoa Kỳ.
Quận này được đặt tên theo. Theo điều tra dân số của Cục điều tra dân số Hoa Kỳ năm 2000, quận có dân số người. Quận lỵ đóng ở.

## Địa lý
Theo Cục điều tra dân số Hoa Kỳ, quận có diện tích km2, trong đó có km2 là diện tích mặt nước.

## Thông tin nhân khẩu
Theo điều tra dân số Mỹ năm 2000, 2 có 19.704 người, 7.874 hộ gia đình, và 5.322 gia đình sống trong quận hạt. Mật độ dân số là 32 người trên một dặm Anh vuông (12/km ²). Có 8.611 đơn vị nhà ở với mật độ trung bình là 14 trên một dặm Anh vuông (5/km ²). Cơ cấu chủng tộc của dân cư sinh sống trong quận bao gồm 97,12% người da trắng, 1,84% da đen hay Mỹ gốc Phi, 0,19% người Mỹ bản xứ, 0,19% châu Á, Thái Bình Dương 0,01%, 0,25% từ các chủng tộc khác, và 0,40% từ hai hoặc nhiều chủng tộc. 0,78% dân số là người Hispanic hay Latino thuộc một chủng tộc nào. 32,2% là của Mỹ, Đức 20,0%, 12,6% và 11,2% tiếng Anh gốc Ireland theo điều tra dân số năm 2000. 98,7% nói người gốc Anh và 1,1% tiếng Tây Ban Nha là ngôn ngữ đầu tiên của họ.
Có 7.874 hộ, trong đó 29,90% có trẻ em dưới 18 tuổi sống chung với họ, 54,00% là đôi vợ chồng sống với nhau, 9,60% có một chủ hộ nữ và không có chồng, và 32,40% là không lập gia đình. 28,50% hộ gia đình đã được tạo ra từ các cá nhân và 14,70% có người sống một mình 65 tuổi hoặc lớn hơn. Cỡ hộ trung bình là 2,40 và cỡ gia đình trung bình là 2,93.
Tháp tuổi dân cư sinh sống trong quận với tỷ lệ như sau: 23,90% dưới độ tuổi 18, 8,30% 18-24, 27,00% 25-44, 23,20% từ 45 đến 64, và 17,70% từ 65 tuổi trở lên người. Độ tuổi trung bình là 39 năm. Đối với mỗi 100 nữ có 95,10 nam giới. Đối với mỗi 100 nữ 18 tuổi trở lên, đã có 93,40 nam giới.
Thu nhập trung bình cho một hộ gia đình trong quận đã đạt mức USD 35.203, và thu nhập trung bình cho một gia đình là USD 41.245. Phái nam có thu nhập trung bình USD 30.214 so với 21.097 USD của phái nữ. Thu nhập bình quân đầu người đạt mức 17.857 USD. Có 7,60% gia đình và 10,50% dân số sống dưới mức nghèo khổ, bao gồm 14,20% những người dưới 18 tuổi và 9,90% của những người 65 tuổi hoặc hơn.